# Solange Ghernaouti
Solange Ghernaouti est une experte internationale en cybersécurité, cyberdéfense et lutte contre la cybercriminalité, née le 5 décembre 1958 à Blida, en Algérie.
Professeure à l'Université de Lausanne, elle collabore régulièrement avec diverses instances onusiennes, européennes, gouvernementales ainsi qu'avec des institutions privées.

## Biographie
Solange Ghernaouti naît le 5 décembre 1958 à Bilda, en Algérie. Son père est géomètre.
Après avoir obtenu son baccalauréat et raté une première année de médecine, elle quitte le domicile familial et vit de petits boulots. Elle suit ensuite des cours du soir pour entrer à l'université. En 1986, elle obtient un doctorat en informatique et télécommunication à l'Université Pierre-et-Marie-Curie (Sorbonne Universités), sous la direction du professeur Guy Pujolle (en).
Première femme professeure de la faculté des HEC Lausanne en 1987, elle dirige le Swiss Cybersecurity Advisory and Research Group qu'elle a créé, et le groupe de recherche en sciences de la complexité. Elle est ancienne auditrice de l'Institut des hautes études de Défense nationale (arrêté du 8 janvier 2014), membre de l’Académie suisse des sciences techniques (depuis 2013) et, depuis 2018, membre de la Commission suisse pour l'UNESCO.
Elle est l’auteure de nombreux ouvrages et publications scientifiques et de vulgarisation relatifs aux télécommunications, à la maîtrise des risques informatiques, à la sécurité, à la cybercriminalité, au cyberpouvoir et à la philosophie numérique. Depuis 2018, elle tient un blog sur le site du journal suisse Le Temps dans lequel elle publie des analyses concernant la cybersécurité et les impacts du numérique et de l'intelligence artificielle sur la société.
Analyste prospectiviste technico-économique et politique, elle intervient régulièrement dans les médias (RTS, France Culture, RTBF, RFI) et donne des conférences sur les cinq continents. Elle est classée à plusieurs reprises dans divers journaux et magazines parmi les femmes ou personnalités les plus influentes de Suisse ou de Suisse romande,,.
Elle a présidé diverses associations telles que la Fondation Erna Hamburger de 2012 à 2017 ainsi que la Commission sociale et la Commission Egalité des chances de l'université de Lausanne de 2006 à 2016.
Elle est mère d'une fille, née en 1995. Elle obtient la nationalité suisse en 2007.
Elle est dyslexique.

## Distinctions
- Lauréate du Trophée de la Femme Cyber 2020 - catégorie Dirigeante & Entrepreneure – décerné lors du Cyber Women Day organisé par le Cercle des Femmes de la Cybersécurité  à Paris le 27 octobre 2020[19].
- Chevalier de la Légion d'honneur[20] (décret du 31 décembre 2013)[21]
- Lieutenante-colonelle de la réserve citoyenne de la gendarmerie française
- Médaille d'or du progrès de la Société d'Encouragement au Progrès (2022)[22]

## Divers
- Présidente de la Fondation suisse à but non lucratif SGH - Institut de recherche Cybermonde, qu'elle a contribué à créer (depuis 2018)[23]
- Invitée 2018 de la Chaire David-Constant de l’Université de Liège
- Membre de l’Association des réservistes du chiffre de la sécurité de l’information
- Exposition permanente du Musée de la Communication à Berne concernant la protection de la vie privée[24]
- Membre de l'executive board de l'association internationale The Global Initiative Against Transnational Organized Crime (depuis 2017)[25]
- Associate Fellow of the Geneva Centre for Security Policy[26]
- Membre du comité scientifique du Forum International des Technologies de la Sécurité (depuis 2015)[27]
- Partenaire des projets européens[28] E-Crime concernant les impacts économiques de la cybercriminalité (2014-2017)[29] et Prismacloud concernant la sécurité dans le cloud des applications E-santé, E-administration et villes intelligentes (2015-2018)[30]
- Work Area leader « Capacity Building », « Organizational structures » du Global Cybersecurity Agenda, ITU (2007-2008)
- Partenaire du projet européen SECOQC - Devolpment of a Global Network for Secure Communication based on Quantum Cryptography concernant la cryptographie quantique (2004-2008)[31]
- Cofondatrice en 2001 du premier enseignement interfacultaire et interdisciplinaire de l’Université de Lausanne, DEA « Droit, Criminalité et Sécurité des nouvelles technologies », transformé en Master en Droit, criminalité et sécurité des technologies de l’information[32] en 2006, qu’elle a dirigé à son lancement.

## Principaux ouvrages
- Cybercriminalité. Comprendre. Prévenir. Réagir. Editions Dunod, 2023[33]
- Avec Monnin Philippe, Off (roman), Editions Slatkine, 2023
- La cybersécurité pour tous, Editions Slatkine, 2022
- Fables de l'ère du numérique, Saison 3, Éditions ISCA, 2022
- Cybersécurité, analyser les risques, mettre en œuvre les solutions, 7e édition, Dunod, 2022
- Guide pratique de la cybersécurité et de la cyberdéfense, Organisation internationale de la francophonie, 2017[34]
- La cybercriminalité, les nouvelles armes de pouvoir, 2e édition Presses polytechniques et universitaires romandes, 2017 (prix du meilleur livre Cybercriminalité au Forum international de la cybersécurité du 23 janvier 2018[35])
- Sécurité informatique et réseaux, 5e édition, Dunod, 2016 (1re édition 2006)
- Cyberpower: Crime, Conflict and Security in Cyberspace, Presses polytechniques et universitaires romandes, 2013 (traduit en chinois et publié aux Presses universitaires de Pékin, 2018[36])
- Avec A. Dufour, Internet, coll. « Que sais-je ? », 12e édition, Presses universitaires de France, 2016
- Avec I. Tashi, Information security évaluation : a hollistic approach, EPFL Press, 2011
- A Global Treaty on Cybersecurity and Cybercrime: A Contribution for for Peace, Justice and Security in Cyberspace, 2e édition, Cybercrimedata, 2011 (1re édition 2009)
- Avec R. Berger Technocivilisation : pour une philosophie du numérique, Focus Sciences, Presses polytechniques et universitaires romandes, 2010
- Cybersecurity Guide for Developing Countries, 3e édition revue et augmentée, ITU, 2009 (1re édition 2006)
- Stratégie et ingénierie de la sécurité des réseaux, InterEditions, 1998
- Avec A. Dufour, Enterprise Networks and Telephony from technologies to business strategy, Springer-Verlag, 1998
- Avec C. Servin, Les hauts débits en télécoms, InterEditions, 1998
- Avec A. Dufour, Réseaux locaux et téléphonie, Masson, 1995
- Client/Serveur. Les outils du traitement réparti coopératif, Masson, 1993
- Réseaux, applications réparties normalisées, Eyrolles, 1990